# Bremer Bay
Bremer Bay is een kustdorp aan de gelijknamige baai in de regio Great Southern in West-Australië.

## Geschiedenis
John Septimus Roe zou de streek in 1831 bezocht en de baai waaraan Bremer Bay ligt naar James John Gordon Bremer vernoemd hebben. Bremer was de kapitein van het schip de Tamar waarop Roe tussen 1824 en 1827 diende. In 1841 verkende Edward John Eyre de streek.
In de jaren 1850-60 ontwikkelde John Wellstead de 'Wellstead Homestead' en hield er vee. In 1876 werd er een telegraafstation gevestigd.
Het dorp heette in 1951 'Wellstead' maar werd op vraag van de inwoners in 1962 officieel tot Bremer Bay hernoemd.

## 21e eeuw
Bremer Bay maakt deel uit van het lokale bestuursgebied (LGA) Shire of Jerramungup, een landbouwdistrict, met Jerramungup als hoofdplaats. Bremer Bay telde 424 inwoners in 2021 tegenover 505 in 2006.
Het dorp heeft een 'Community Resource Centre' met een bibliotheek, een medisch centrum, een gemeenschapszaal, een basisschool en verscheidene sportfaciliteiten.
In 2012 woedde vijf dagen lang een door een blikseminslag veroorzaakte natuurbrand rondom Bremer Bay.

## Toerisme
Bremer Bay is een kustdorp met twee campings en een resort met een hotel. Ten oosten ligt het nationaal park Fitzgerald River. In de Indische Oceaan 50 kilometer ten zuidoosten van het dorp ligt het 4.472 km² grote 'Bremer Marine Park'. In de 'Wellstead Homestead' is een museum gevestigd.

## Transport
Bremer Bay ligt 506 kilometer ten zuidoosten van de West-Australische hoofdstad Perth, 181 kilometer ten noordoosten van Albany en 88 kilometer ten westen van het aan de South Coast Highway gelegen Jerramungup.
Er ligt een startbaan nabij Bremer Bay: Bremer Bay Airport (LCL: A17).
Bremer Bay heeft een jachthaventje met aanlegsteiger.

## Klimaat
De streek kent een gematig mediterraan klimaat, Csb volgens de klimaatclassificatie van Köppen. De gemiddelde jaarlijkse temperatuur bedraagt er 16,3 °C en de gemiddelde jaarlijkse neerslag ongeveer 640 mm.

## Galerij

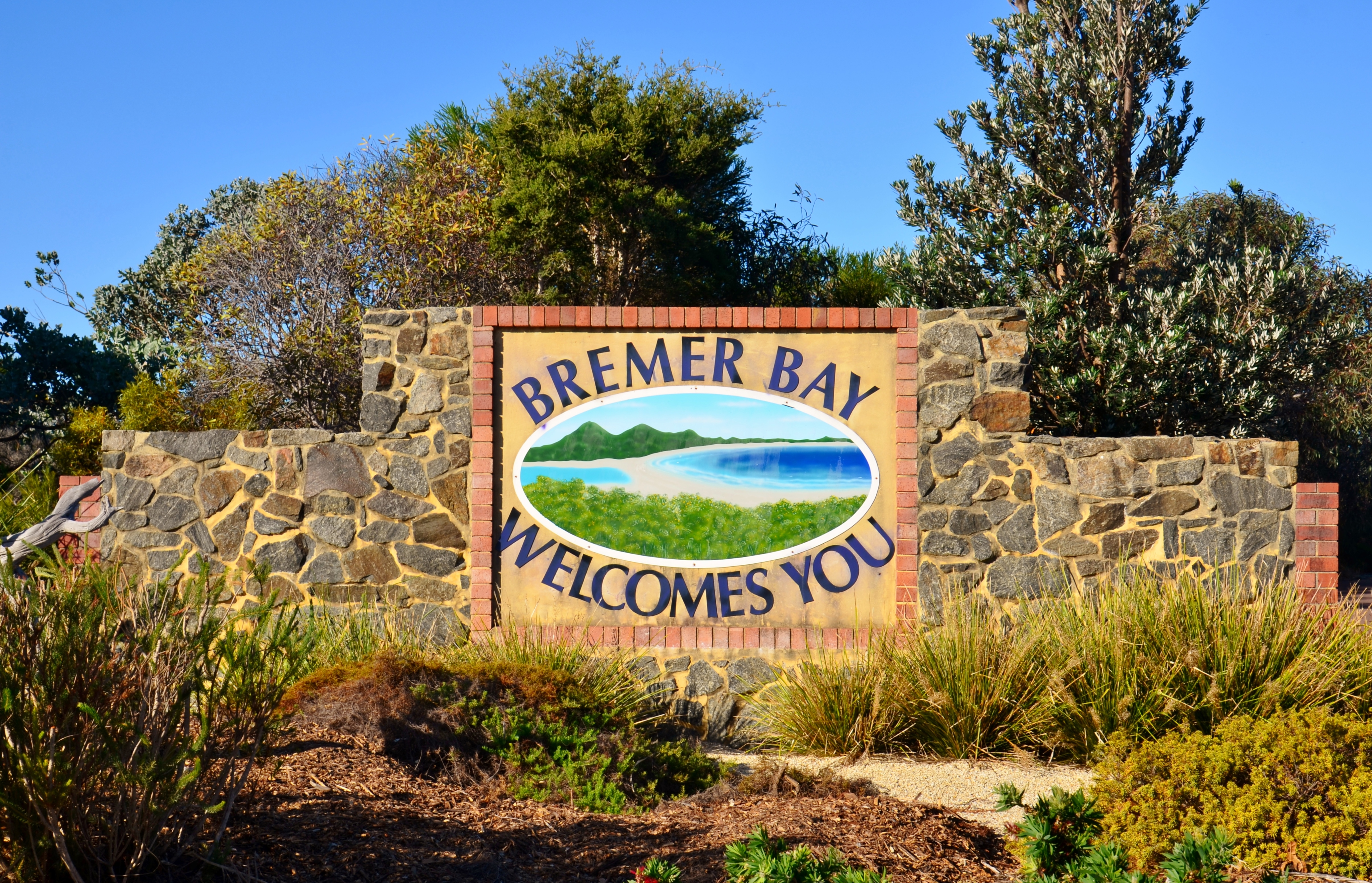
welkomstboodschap
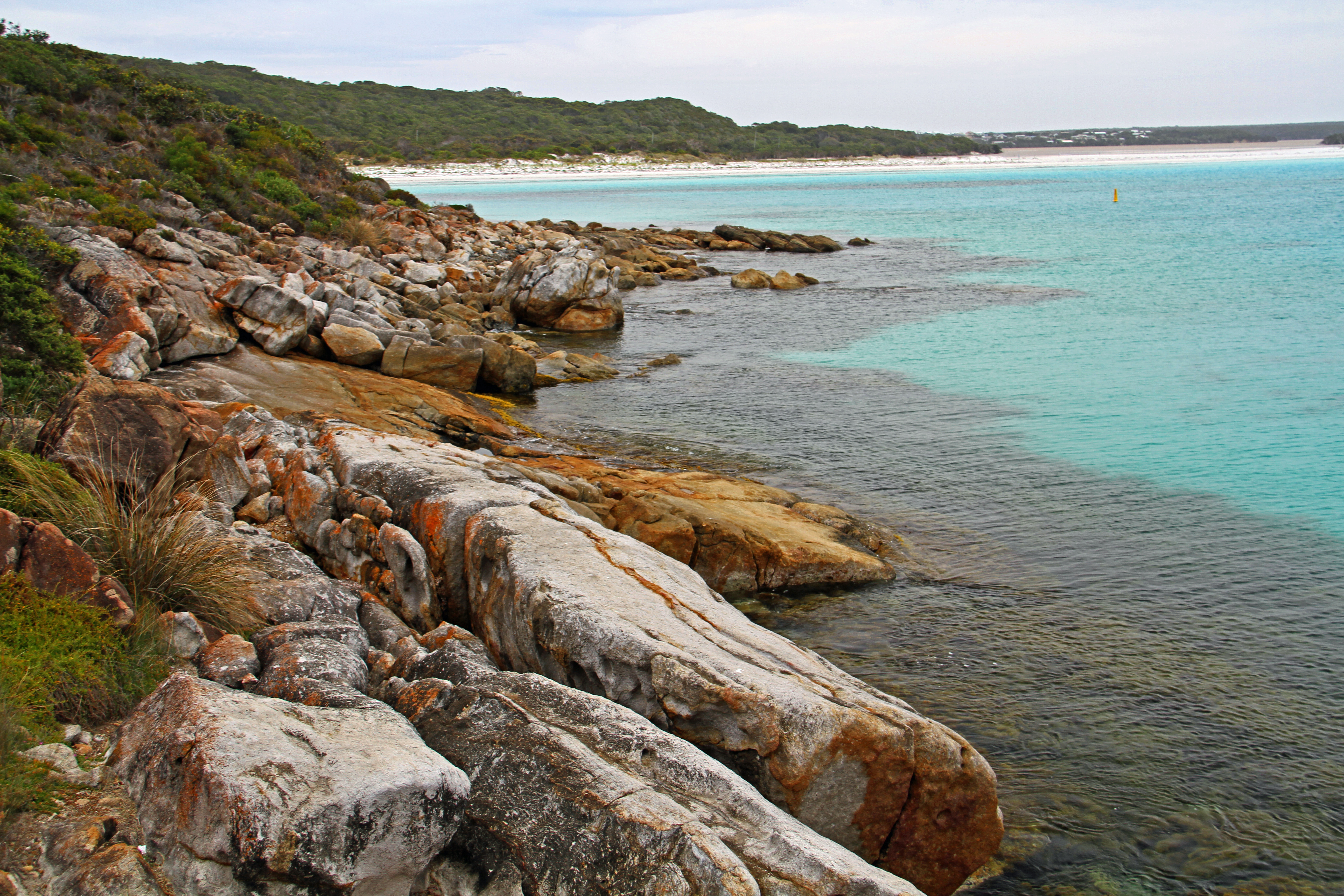
Bremer Marine Park
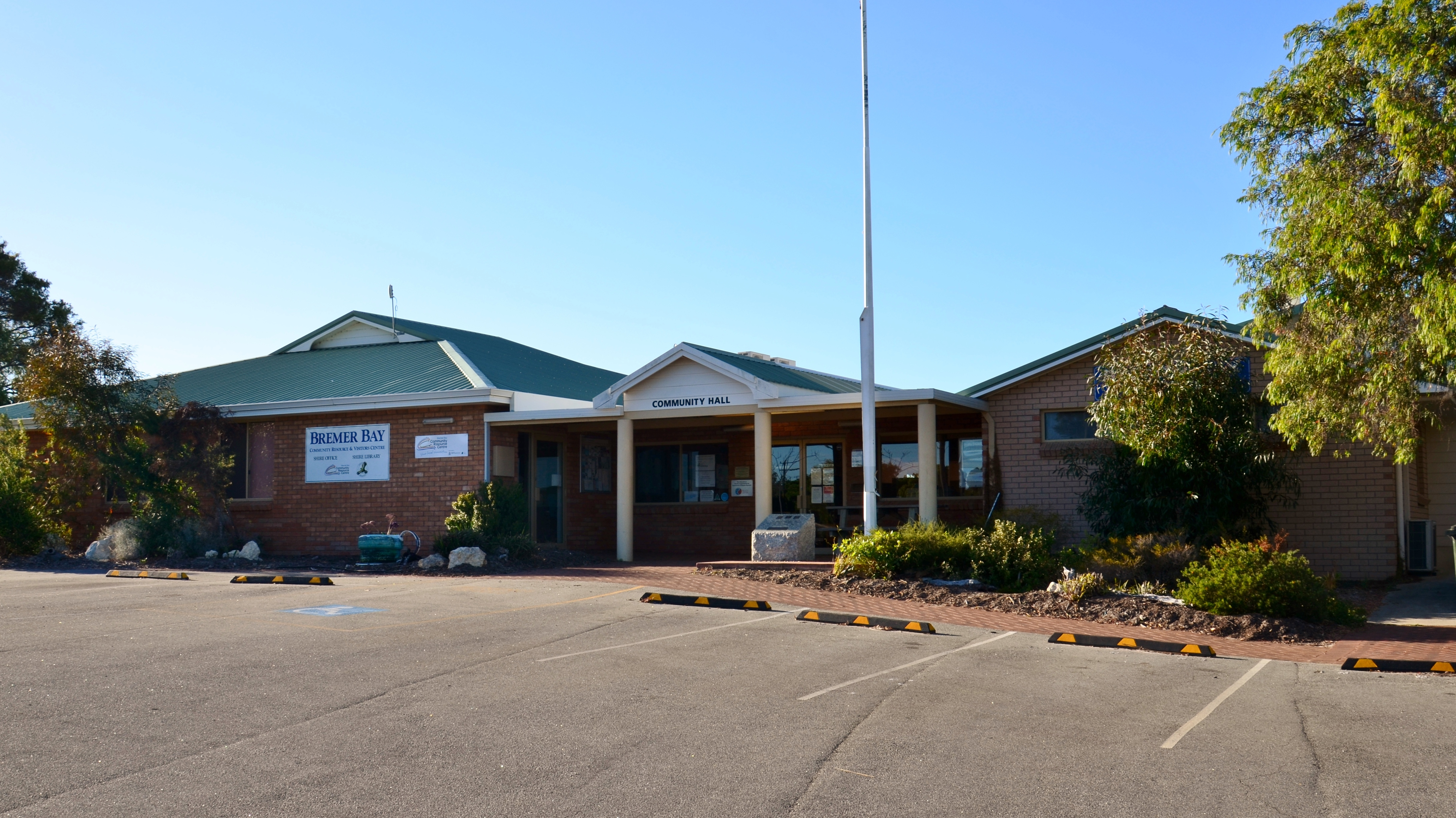
gemeenschapszaal
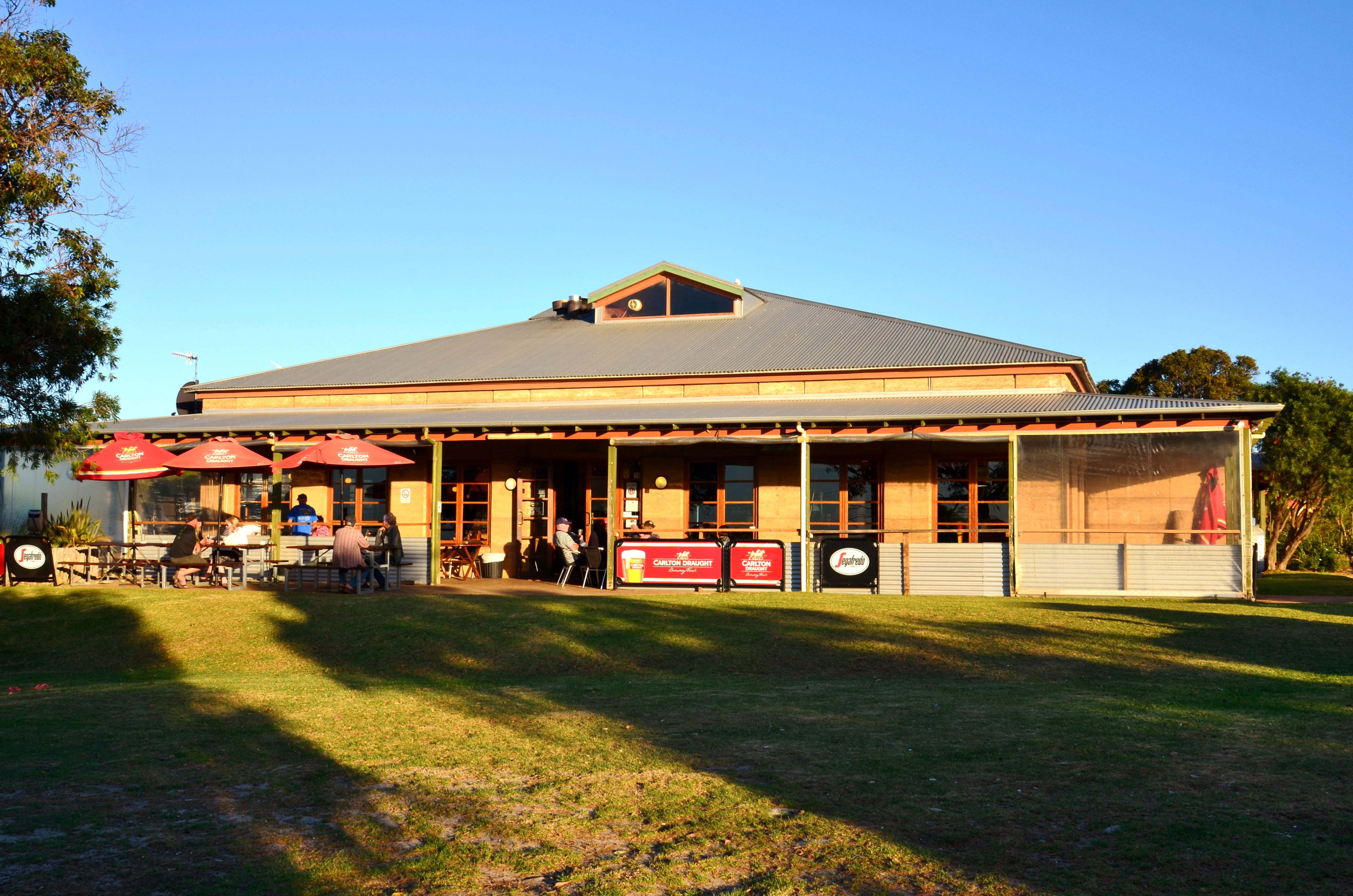
resort

Albany · Amelup · Badgebup · Borden · Bornholm · Boscabel · Bow Bridge · Boxwood Hill · Bremer Bay · Broomehill · Cartmeticup · Chinocup · Cranbrook · Denmark · Elleker · Frankland River · Gairdner · Gnowangerup · Jerramungup · Jingalup · Kalgan · Katanning · Kendenup · King River · Kojonup · Kwobrup · Little Grove · Lower King · Manypeaks · Mount Barker · Muradup · Narrikup · Needilup · Nornalup · Nyabing · Ocean Beach · Ongerup · Pingrup · Porongurup · Redmond · Tambellup · Tenterden · Torbay · Tunney · Wellstead · Woodanilling